# Kigali
Kigali es la capital de Ruanda y también su ciudad más poblada. Se encuentra situada en el centro geográfico del país y pertenece a la provincia homónima.

## Historia
Kigali fue fundada en 1907 como centro administrativo durante la colonización alemana por el administrador y explorador alemán Richard Kandt, el primer residente. La ciudad se convirtió en la capital del país tras la independencia en 1962.
Antes de la independencia, en 1962, Bélgica administraba el país desde la antigua capital de Burundi, Buyumbura. La capital tradicional de Ruanda era la sede del rey mwami en Nyanza y el poder colonial tenía sede en Butare, entonces llamada Astrida. Con la independencia se escogió a Kigali y no a Butare como capital, debido a su posición en el centro geográfico del país. Desde que es la capital de Ruanda, la población de Kigali ha aumentado notablemente. La cifra en los años 1960 era de 5000 habitantes.

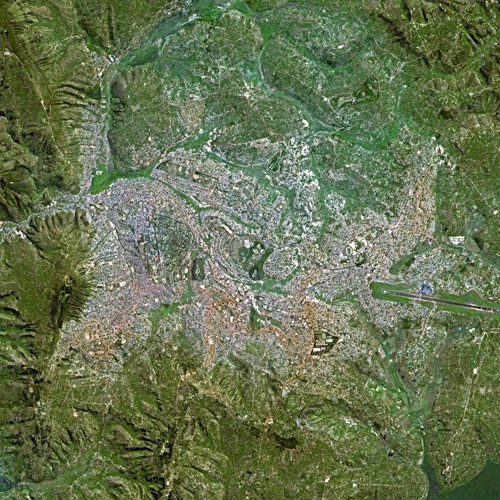
Kigali vista desde satélite SPOT

Escenario a partir del 7 de abril de 1994 del asesinato de miles de hutus y tutsis, así como de combates entre el ejército gubernamental y las milicias del Frente Patriótico Ruandés.
Está edificada en una zona de colinas, con una altitud que varía entre los 1433 y los 1645 metros, lo que hace que tenga un relieve bastante accidentado. El paisaje que muestra Kigali es con mucha variedad de árboles y plantas.
Entre los edificios importantes están el edificio del aeropuerto y la embajada china. En el Mercado de Artesanos se puede admirar como elaboran los distintos utensilios típicos. Otro lugar de importancia es la Iglesia Episcopal.

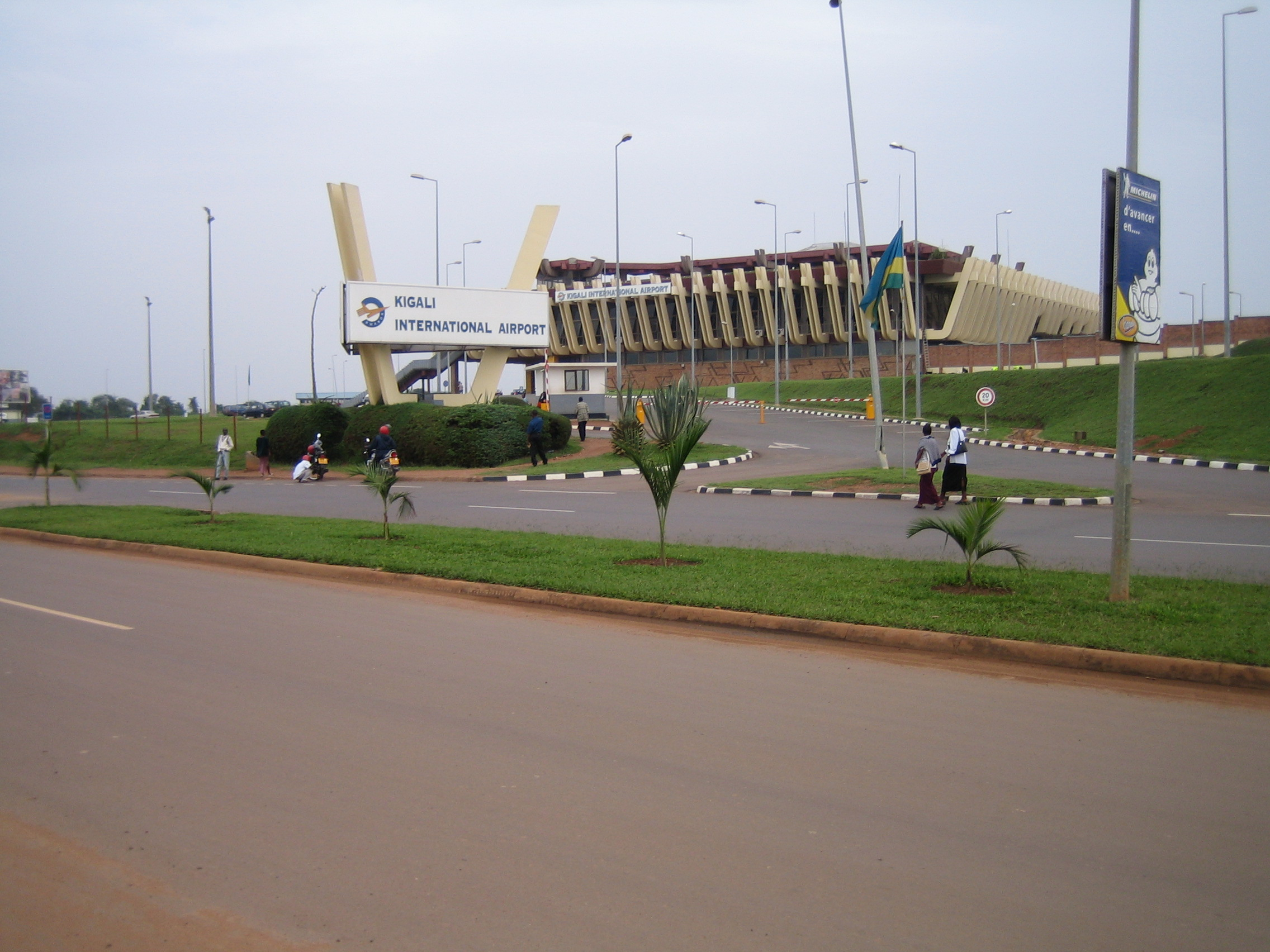
Aeropuerto Internacional de Kigali.

Cuenta con diversos hoteles, alguno de ellos de lujo, y con restaurantes donde apreciar comida ruandesa, francesa, hindú y muchas más. Su oferta cultural incluye galerías de arte, sitios de música live, el Ballet Nacional de Ruanda y otras actividades culturales.

## Demografía
Según el censo de Ruanda de 2012, la población de Kigali era de 1.132.686, de los cuales 859.332 eran residentes urbanos. La densidad de población era de 1.552 habitantes por kilómetro cuadrado (4.020/milla cuadrada). En el momento de la independencia en 1962, Kigali tenía 6.000 habitantes, principalmente aquellos asociados con la residencia colonial belga. Creció considerablemente después de ser nombrada capital de la nación independiente, aunque siguió siendo una ciudad relativamente pequeña hasta la década de 1970 debido a las políticas gubernamentales que restringían la migración de las zonas rurales a las urbanas. La población llegó a 115.000 en 1978 ya 235.000 en 1991. La ciudad perdió una gran parte de su población durante el genocidio de 1994, incluidos los asesinados y los que huyeron a los países vecinos. A partir de 1995, la economía comenzó a recuperarse y un gran número de refugiados tutsi de largo plazo regresaron de Uganda. Muchos de estos refugiados se asentaron en Kigali y otras áreas urbanas, debido a la dificultad de obtener tierras en otras partes del país. Este fenómeno, junto con una alta tasa de natalidad y una mayor migración de las zonas rurales a las urbanas, significaron que Kigali recuperara su tamaño anterior con bastante rapidez, comenzando a crecer incluso más rápido que antes. La población superó los 600.000 habitantes en 2002, y en el censo de 2012 casi se había duplicado a 1,13 millones, aunque esto se debió en parte a que se habían ampliado los límites administrativos de la ciudad.
Según el censo de 2012, el 51,7 % de los residentes eran hombres.La Autoridad de Gestión Ambiental de Ruanda planteó la hipótesis de que la alta proporción entre hombres y mujeres se debía a la tendencia de los hombres a emigrar a la ciudad en busca de trabajo fuera de la ciudad. el sector agrícola, mientras que sus esposas permanecían en una casa rural.La población es joven, con un 73 % de residentes menores de 30 años y un 94 % menores de 50 años. La ciudad tiene una mayor proporción de personas entre 14 y 35 años que el total Ruanda, con un 50,3% frente a un 39,6 por ciento a nivel nacional. Los niños entre el nacimiento y los diecisiete (es decir, < 18) años de edad tienen una participación por debajo del promedio del total, con un 39,6% frente al 47,7% a nivel nacional. El Instituto Nacional de Estadística de Ruanda (NISR) atribuye estas diferencias a la migración de ruandeses en edad de trabajar de las zonas rurales a las urbanas. De manera similar, Kigali tiene un nivel más bajo de personas mayores de 60 años, con un 2,6%, que el promedio de Ruanda de 4,9%, lo que probablemente también refleje la tendencia de los habitantes que no están en edad de trabajar a vivir en zonas rurales. En 2014, la proporción de personas clasificadas como viviendo en la pobreza dentro de Kigali era del 15%, en comparación con el 37% para Ruanda en su conjunto. El censo de 2012 registró una fuerza laboral de 487.000 en Kigali. El sector de empleo más grande de la ciudad es la agricultura, la pesca y la silvicultura, que cubre el 24% de la fuerza laboral; servicios públicos y financieros con 21%; comercio 20% y gobierno 12%.
| Gráfica de evolución de Kigali entre 1978 y 2012 |
|                                                  |

En 2018, Kigali obtuvo una puntuación de 0,632 en el Índice de desarrollo humano (IDH), una medida compuesta de esperanza de vida y salud, educación y nivel de vida. Esta cifra había subido o permanecido igual todos los años desde 1992, durante la guerra civil, cuando la cifra era de 0,223. También es la más alta de las cinco provincias de Ruanda y la siguiente más alta, la provincia del Norte, registra un IDH de 0,531. Los analistas del Banco Mundial atribuyen las ganancias en el IDH observadas en Ruanda en su conjunto a un "fuerte enfoque en las políticas e iniciativas locales", que han acompañado el crecimiento económico.
Al igual que con Ruanda en su conjunto, el cristianismo es la religión dominante en Kigali. En el censo de 2012, el 42,1 por ciento de los habitantes de la ciudad se identificaron como protestantes y un 9,1 por ciento adicional como adventistas, que se clasificaron por separado. Los católicos constituían el 36,8% de la población. El islam prevalece más en Kigali que en cualquier otro lugar de Ruanda, con un 5,7 % de personas que siguen la fe en comparación con un 2,0 % en todo el país. Los testigos de Jehová forman el 1,2 por ciento y otras religiones el 0,3 por ciento, mientras que los que no profesan ninguna religión suman el 3,0 por ciento.

## Deportes

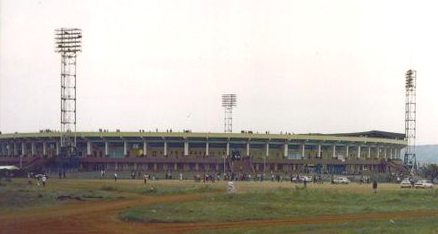
Vista del Amahoro Stadium con capacidad para 30.000 espectadores.

El mayor recinto deportivo de la ciudad es el estadio polideportivo Amahoro Stadium, en la zona de Remera, que fue construido en la década de los 80 con una capacidad para 30.000. Se utiliza fundamentalmente para disputar partidos de fútbol, donde juega la selección de Ruanda, así como otros encuentros de ligas nacionales. Fue uno de los cuatro estadios utilizados durante la Campeonato Africano de Naciones de 2016 incluida la final entre Congo y Mali. El estadio también ha albergado partidos de rugby, de la selección nacional, así como conciertos y otros eventos multitudinarios. El complejo incluye un pequeño recinto cubierto, para otras actividades deportivas que se conoce con el nombre en francés Petit stade.
El pabellón Kigali Arena con capacidad para 10.000 espectadores, fue inaugurado en 2019. En el se disputarán eventos de baloncesto como el AfroBasket 2021 y la primera temporada de la Basketball Africa League (BAL), así como balonmano, voleibol, y tenis.
Otros pabellones en la ciudad son el Nyamirambo Regional Stadium para 22.000 espectadores y el Rwanda Cricket Stadium (conocido como Kicukiro Oval y oficialmente Gahanga International Cricket Stadium), inaugurado en 2017. También un campo de golf, el Kigali Golf Club, de 18 hoyos para competiciones regionales.

### Fútbol
Siete de los dieciséis equipos de la Primera División de Ruanda están en la ciudad de Kigali.
La mayoría de ellos no tiene su propio estadio y juegan en diversos recintos como el Amahoro Stadium, Nyamirambo Regional Stadium u otros pequeños campos.
El equipo más laureado de la ciudad es el: APR FC, que ha ganado 18 campeonatos desde 1994 a 2020; y luego el Rayon Sports, que ha ganado 9 en el mismo periodo.

### Baloncesto
En 2020, diez de los catorce equipos que forman la National Basketball League de Ruanda están en la ciudad de Kigali.
Disputan sus encuentros en distintos pabellones como en el Club Rafiki y el Integrated Polytechnic Regional College Kigali, y otros en el Kigali Arena.
Los dos clubes más importantes de la ciudad son el Patriots BBC y el Espoir BBC, que han ganado cinco y cuatro títulos de liga respectivamente.

## Ciudades hermanadas
- Kampala, Uganda
- San Bernardino, Estados Unidos
- Tepic, México